# Czaszki
Czaszki – lewobrzeżne osiedle Kalisza, położone na południe od Śródmieścia; od 1906 w granicach miasta. 
Granice osiedla wytyczają ulice Górnośląska, Polna, Nowy Świat oraz Trasa Bursztynowa.

## Historia

### Nazwa
Nazwa osiedla Czaszki pochodzi od cmentarza żydowskiego, usytuowanego na tym terenie w XII w. (zlikwidowanego w latach 1940–1944). Rytualnie płytkie groby, w których chowano ciała zmarłych na cmentarzu, były często rozmywane przez deszcze, odsłaniając tym samym ich kości. W czasie wojny Niemcy likwidując cmentarz, wykorzystali nagrobki do umocnienia skarp Kanału Rypinkowskiego.

### Przedmieście
Czaszki jako wieś podmiejska nie miała dobrej sławy, wśród ubóstwa robotników i bezrobotnych mieszkających tam w prowizorycznych, drewnianych parterowych domkach, krytych papą lub gontem, budziły się liczne protesty oraz tworzyły pierwsze robotnicze związki zawodowe.
W 1786 na Czaszkach założono cmentarz grecko-prawosławny znany jako „Grecka Górka”.
W XIX w. obszar ten określano nazwą Wydory. W 1827 odnotowano tu 19 domów i 230 mieszkańców.

### Osiedle
W XX w. powstały nowe osiedla mieszkaniowe oraz założono na wyrobisku po cegielni Park Przyjaźni o powierzchni około 10 ha.